# 팡아코 싸요
《팡아코 싸요》(필리핀어: Pangako Sa 'Yo)는 2000년부터 2002년까지 방영된 필리핀의 드라마이다.

## 같이 보기
- 팡아코 싸요 (2015년 드라마)